# Clethrionomys glareolus

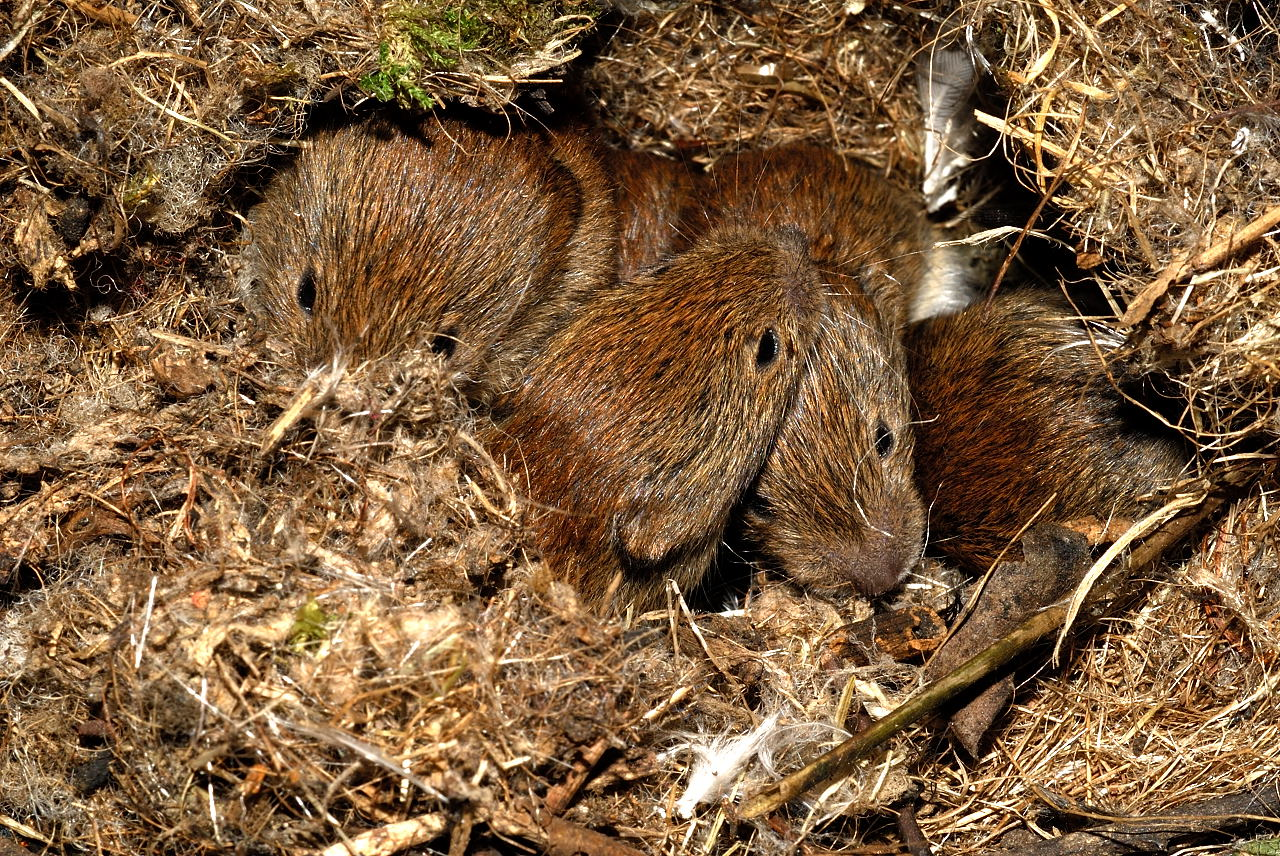
Nido de topillo rojo.

El topillo rojo (Clethrionomys glareolus) es una especie de roedor miomorfo de la familia Cricetidae. No se reconocen subespecies.
Tiene el pelaje pardo rojizo y algunos parches grises. Vive en áreas boscosas y mide alrededor de 100 mm en longitud. Se halla en el oeste de Europa y el norte de Asia. Fue accidentalmente introducido al sudoeste de Irlanda. Se halla en toda Bretaña, y prefiere áreas de bosques con densa vegetación. Vive hasta 18 meses y es omnívoro, comiendo insectos y frutas.
Es el roedor más pequeño de Gran Bretaña. Tiene unas orejas muy grandes, y se distingue fácilmente de otras especies por su corta cola y hocico.
Vive en túneles con musgo y fibras vegetales. Y en su cámara almacenan alimentos.